# Museo del biomedicale
Il museo del biomedicale (abbreviato Mobimed, originariamente chiamato mostra permanente del biomedicale di Mirandola) è un museo industriale e tecnologico situato a Mirandola (in provincia di Modena), dove sorge l'omonimo distretto biomedicale.
Inaugurato nel 2010 presso il castello dei Pico e, successivamente al terremoto dell'Emilia del 2012, delocalizzato in via Odoardo Focherini, la collezione è nata con la finalità di valorizzare, conservare e rendere accessibile a tutti il complesso di beni storici e scientifici del distretto biomedicale di Mirandola, specializzato nella produzione di macchine biomedicali  e disposable. L'intenzione è quella di sottolineare la storia e le capacità creative e produttive del distretto sin dalla sua formazione, ovvero a metà degli anni sessanta.
Gli oggetti esposti vantano la propria provenienza dalle ditte biomediche stesse o da collezionisti privati. In esposizione si trovano vere e proprie rarità, come il rene artificiale di tipo Kiil, venduto alla fine degli anni sessanta dall'azienda Dasco fondata da Mario Veronesi, padre fondatore del distretto.
 L'ingresso al museo è gratuito.

## Esposizione
All'ingresso una serie di pannelli illustrativi spiega la cronologia della nascita di tutte le aziende dal 1962 fino al 2012, fornendo anche approfondimenti e spiegazioni in merito alla realtà attuale del settore biomedico (con prodotti e servizi); si trova anche una sintesi della biografia del fondatore del biomedico, Mario Veronesi. L'ultima ala del museo è dedicata ai prodotti/servizi delle aziende locali, che si alternano in mostra, esponendo le loro ultime novità in ambito medico e scientifico.
Il museo si divide in due percorsi: uno incentrato sui prodotti moderni, a scopo conoscitivo e informativo, e uno sui prodotti più vecchi, che ha un valore per lo più storico.

### Percorso storico attraverso i prodotti esposti
Da un inizio molto modesto nei primi anni sessanta un salto di qualità, a metà decennio, fu dato dalla produzione del rene artificiale, un dispositivo costituito da una membrana piatta e da una serie di pompe che ha consentito, tramite la rimozione per osmosi delle sostanze tossiche dal sangue del paziente in circolazione extracorporea, il trattamento dell'insufficienza renale cronica tramite emodialisi. Per emodialisi (o dialisi extra-corporea) intendiamo un procedimento medico finalizzato alla rimozione dei prodotti di scarto e dell'eccesso di acqua che si accumulano nel sangue a causa dell'insufficienza renale.

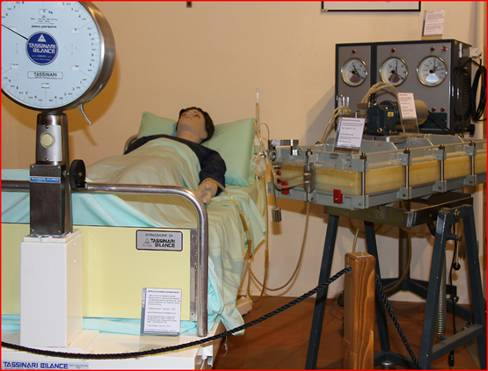
Riproduzione stanza emodialisi con letto bilancia Tassinari Bilance alla fine degli anni '60.
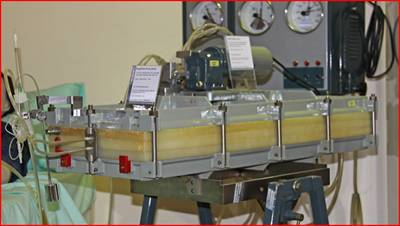
DAS 203, dializzatore tipo Kiil, a due strati con carrello (superficie utile: circa 1 m2).
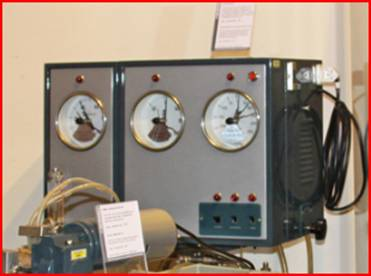
DAS 205: monitor per la regolazione ed il controllo della portata, le pressione e la temperatura del liquido di dialisi. Lettura e controllo della pressione venosa. Dasco - Medolla (MO) - 1967
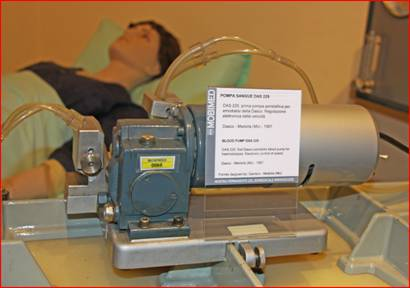
DAS 225, prima pompa peristaltica per emodialisi della Dasco. Regolazione elettronica della velocità. Dasco - Medolla (MO) - 1967

Tutte le apparecchiature e dispositivi esposti erano prodotti dalla Dasco, con esclusione del letto con bilancia prodotto dalla Tassinari Bilance di Sant'Agostino (FE). L'emodialisi si effettua con lo scambio di sostanze, attraverso una membrana porosa, tra il sangue e un liquido chiamato dializzante (o liquido di dialisi). A quel tempo, nei centri di dialisi, il liquido di dialisi veniva normalmente preparato da un unico apparecchio e distribuito ai vari monitor collegati ai pazienti: ogni paziente perciò aveva lo stesso dializzante. Il monitor serviva a regolare e monitorare la portata, la pressione e la temperatura del dializzante; un manometro serviva a controllare la pressione del sangue a livello del gocciolatore venoso.
Il rene artificiale a piastre, chiamato anche dializzatore tipo Kiil, era costituito da grosse piastre dentro un'intelaiatura metallica. All'interno di tali piastre venivano inseriti dei fogli di un materiale simile al cellophane (membrana porosa) per formare un compartimento in cui far passare il sangue. Il dializzante veniva fatto passare all'esterno di tale compartimento per permettere lo scambio di sostanze ed acqua. Il rene artificiale era collegato al paziente per mezzo di un sistema di tubi chiamato "linee per emodialisi". Una pompa peristaltica, chiamata anche pompa sangue, serviva a vincere le resistenze del circuito esterno al paziente (circuito extracorporeo). Il sangue veniva prelevato e ricondotto al paziente per mezzo di due grossi aghi (aghi per fistola) o tramite due tubetti in silicone impiantati (Shunt). Il letto con bilancia serviva a controllare la perdita di peso, cioè la perdita di acqua, del paziente durante la dialisi. Tra la fine degli anni sessanta e l'inizio degli anni settanta i dispositivi per la dialisi trovano in zona largo sviluppo e viene fondata una nuova azienda Bellco che sviluppa e produce come Dasco macchine, linee e filtri per emodialisi. Negli anni settanta il monitor, le pompe peristaltiche e la preparazione del dializzato vengono ridotte in dimensione e trovano alloggiamento in un'unica apparecchiatura. Anche i filtri dialisi hanno avuto una evoluzione e a parità di superficie sono stati fabbricati in dimensione più compatta prima con membrane parallele e in seguito con membrana capillare. La Bellco per prima sviluppa un rene single-pass completamente monouso senza necessità di sterilizzazione per singolo paziente denominato Unimat BL760, con la possibilità di personalizzare il liquido dializzante (nelle macchine precedenti Dasco il dializzante era uguale per tutti i pazienti) con il vantaggio di eliminare le gravosi febbri pirogeniche dovute ai sistemi a ricircolo precedenti di Dasco. Inoltre permette di sostituire l'acetato con il bicarbonato. Tale rene consente il trattamento di 4 pazienti al giorno, contrariamente a quelli che necessitano sterilizzazioni i cui pazienti trattati si riducono a 3. Inoltre Bellco realizza per prima una pompa ematica a due testate che consente la dialisi ad ago singolo. Questa apparecchiatura nel 1973 è stata presentata al EDTA di Vienna e il prototipo assieme a successivi sviluppi fino al modello Formula della Bellco è esposto presso il Museo del patrimonio industriale di Bologna. Tale apparecchiatura è stata la punta dell'iceberg per far conoscere il polo biomedicale mirandolese.

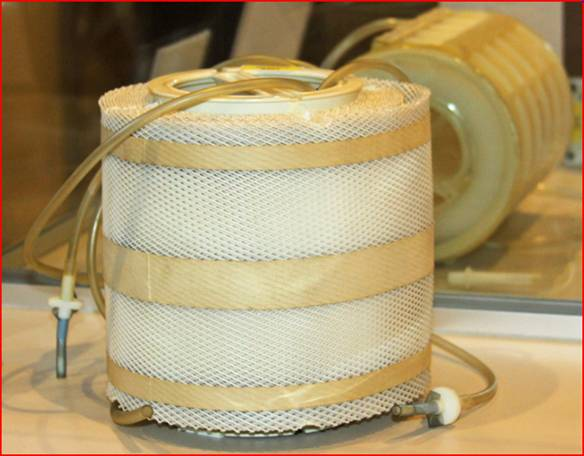
SP 100/HF CU: rene artificiale del tipo a rotolo da 1,5 m2. Questo dializzatore è formato da due tubolari in "Cuprophan" avvolti parallelamente ed insieme ad una rete di polipropilene; deve utilizzare una manichetta gonfiabile per funzionare correttamente. Dasco - Medolla (MO) - 1969.
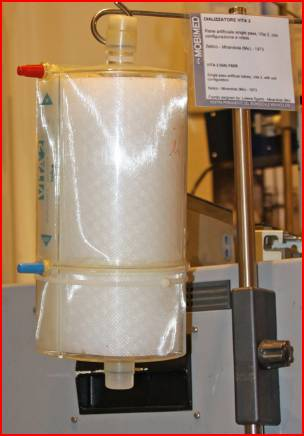
Rene artificiale single pass, Vita 2, con configurazione a rotolo. Bellco - Mirandola (MO) - 1973.
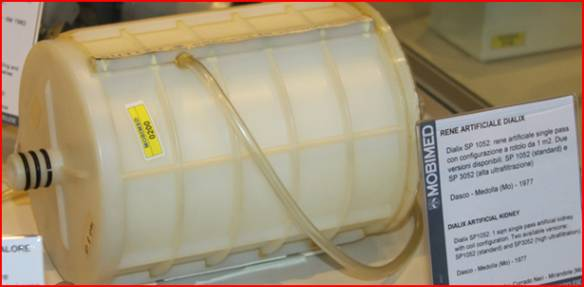
Dialix SP 1052: rene artificiale passaggio singolo con configurazione a rotolo da 1 m2. Due versioni disponibili: SP 1052 (standard) e SP 3052 (alta ultrafiltrazione). Dasco - Medolla (MO) - 1977.
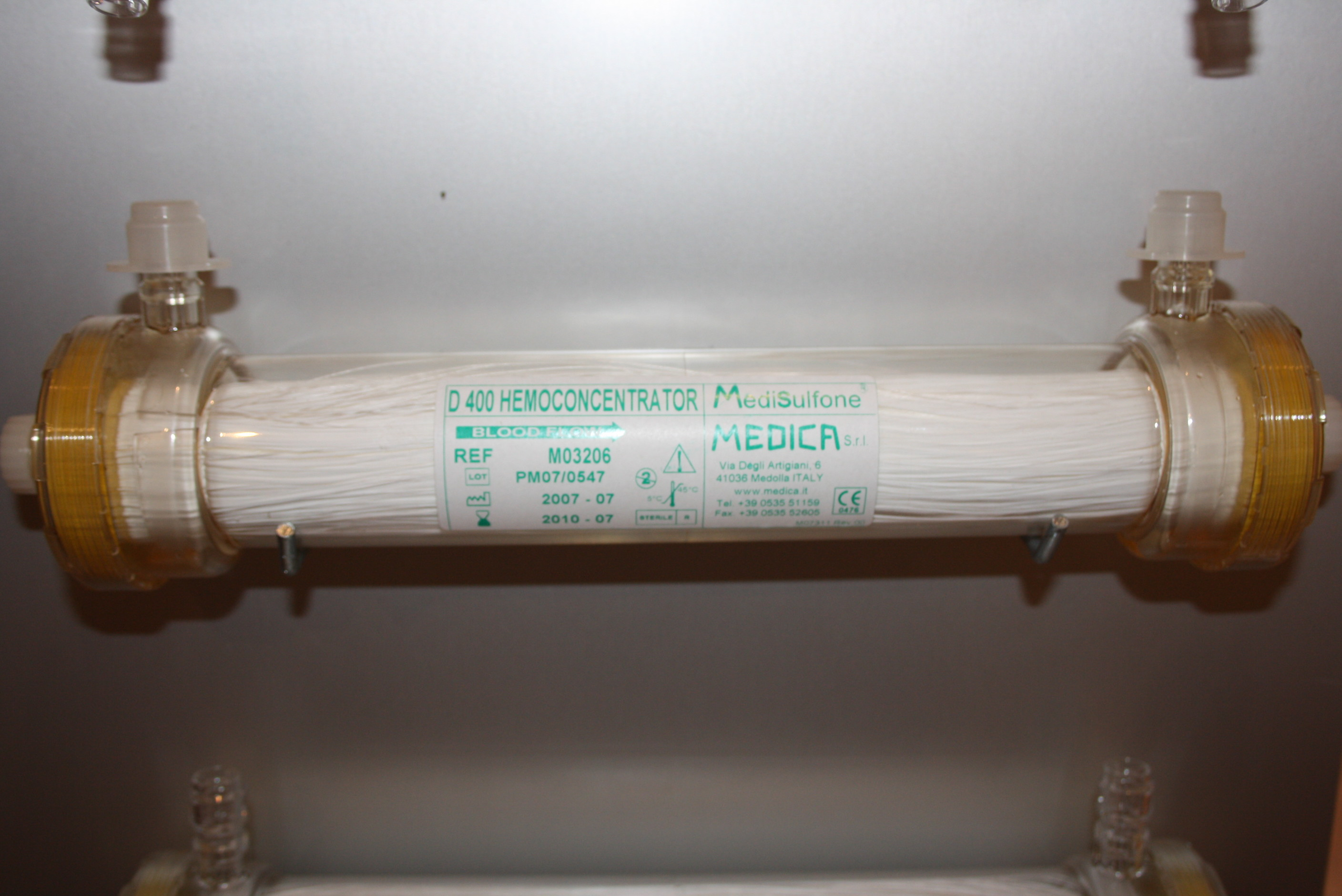
Filtro per emodialisi anno 198X (area sanitaria dialisi), costituito da fibre capillari che consentono la dialisi delle sostanze tossiche dal sangue.
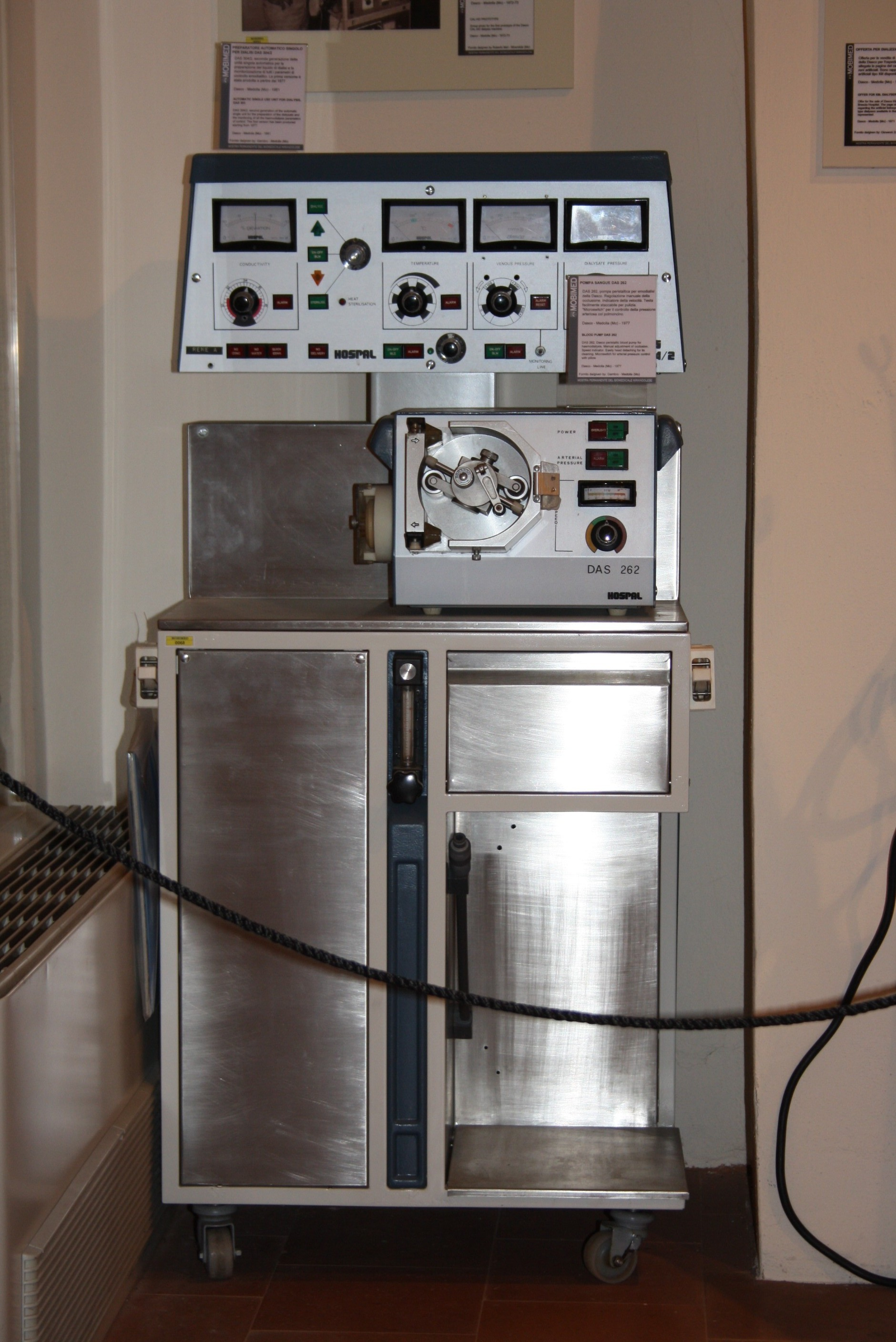
Apparecchiatura per dialisi DAS 304, corredata di pompa per il sangue DAS 262, prodotta dalla ditta Dasco nel 1977.

Alla fine degli anni settanta con la nascita di Dideco si sviluppa una nuova linea produttiva dedicata ai separatori cellulari utilizzati anche in autotrasfusione; sempre negli stessi anni viene sviluppato un separatore cellulare per l'autotrasfusione intraoperatoria per il recupero del sangue autologo. Esso è utilizzato negli interventi chirurgici o ortopedici.
Dideco è la prima in Europa e la seconda al mondo a produrre sistemi aferetici, separatori cellulari: Progress a rotazione intermittente, Vivacell a rotazione continua ed infine BT 795 P.
Negli anni ottanta vengono sviluppati i primi ossigenatori al mondo per cardiochirurgia per pazienti adulti, pediatrici e neonatali.

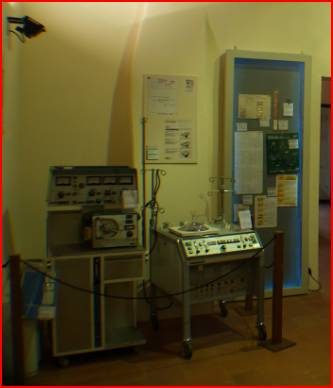
Nel 1979 nasce il separatore cellulare che viene utilizzato per la raccolta dei componenti ematici, gli elementi del sangue.
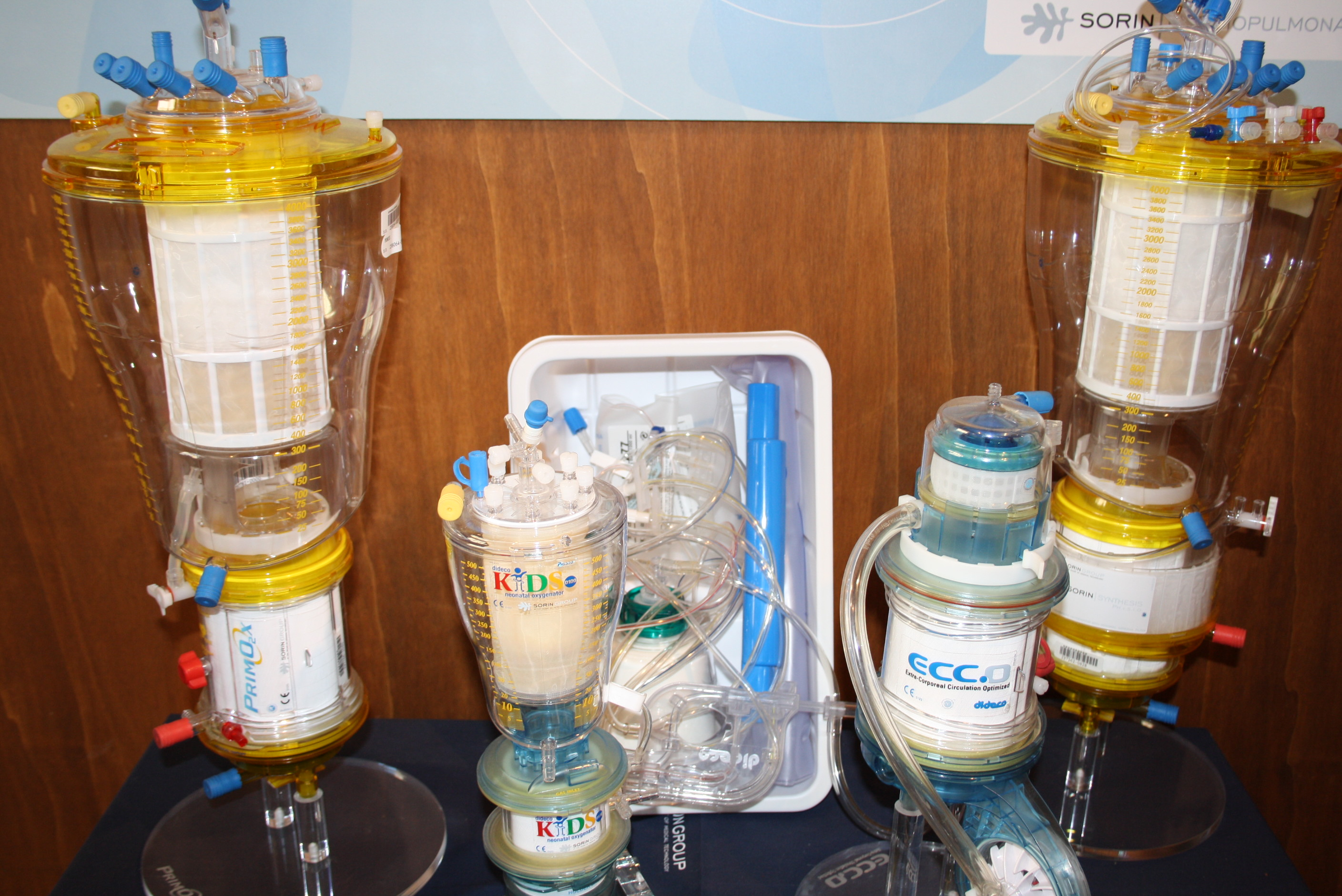
Filtri per ossigenazione del sangue in circolazione extracorporea per bambini e adulti. Nel 1980 vengono creati i primi ossigenatori i quali permettevano di operare a cuore fermo, il più vecchio è l'HIFLEX D700.
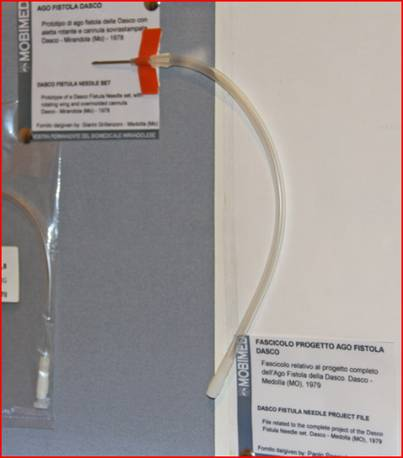
Negli anni '80 nasce l'ago fistola (accesso vascolare) della DASCO, che preleva il sangue dal paziente e lo restituisce al paziente attraverso la fistola area dialisi.

## Attività
Questa esposizione testimonia l'avanzamento delle conoscenze e delle abilità umane: uno sguardo al passato e all'attuale presente per fornire informazioni utili per progetti futuri. Il museo vede un'affluenza di visitatori del settore, provenienti anche da diversi paesi. In occasione del cinquantesimo anniversario della nascita del distretto biomedicale di Mirandola sta organizzando molte visite scolastiche. Inoltre organizza incontri e colloqui all'interno della struttura. In media l'affluenza giornaliera è circa di 70 persone, con picchi di 200 nei week-end.
Il museo organizza corsi pilota per gli alunni delle scuole secondarie del luogo, al fine di offrire una formazione di base sulle tecnologie e per stimolarli alla conoscenza ed all'innovazione dei prodotti. Si è aperta anche una collaborazione con gli studenti delle facoltà di medicina e biotecnologie dell'Università degli Studi di Modena e Reggio Emilia, per incontrare futuri medici, informarli sui prodotti esistenti e raccogliere nuove idee.